# Aardbeibladaaltje
Het aardbeibladaaltje (Aphelenchoides fragariae) is een bladaaltje dat tot de familie Aphelenchoididae behoort en werd voor het eerst wetenschappelijk beschreven in 1891 door Ritzema Bos, die van E. A. Ormerod besmette aardbeienplanten uit Engeland naar Ritzema-Bos kreeg. Het komt in Nederland onder andere voor in de vollegrond op aardbeien, chrysanten en pioenrozen, maar kan ook andere siergewassen, bomen, struiken en onkruiden aantasten.
Het aardbeibladaaltje en het chrysantenbladaaltje lijken sterk op elkaar. Het aardbeibladaaltje heeft echter twee laterale lijnen en een stompe staart, terwijl het chrysantenbladaaltje een lateraal veld heeft met vier lijnen en aan het eind van de staart 2-4 tandachtige uitsteeksels. Bij het identificeren van de verschillende Aphelenchoides-soorten kan ribosomaal DNA worden gebruikt. Ook is er voor het aardbeibladaaltje een PCR-test beschikbaar.
Aantasting veroorzaakt vaak door de bladnerven scherp begrensde, hoekige, waterige laesies en necrotische vlekken op de bladeren en door sikkelvormige misvormingen van het blad. De planten kunnen een bloemkoolachtig uiterlijk krijgen.
De beste bestrijding van deze ziekte is te zorgen voor schone omstandigheden en het poten van gezond plantmateriaal.

## Beschrijving
Het vrouwtje is 650-750 µm lang en het mannetje 500-650 µm. Het lichaam is 12-15 µm dik. De stilet is 11-13 µm lang. Het spiculum van het mannetje is 16-21 µm lang. De staart heeft een puntig uitsteeksel (mucro).

## Levenscyclus
Het zich geslachtelijke voortplantende aardbeibladaaltje kan meerdere levenscycli in één groeiseizoen hebben, wanneer gunstige omstandigheden aanwezig zijn. Bij 18°C voltooit het aaltje haar cyclus van ei tot ei in elf dagen. Het ei komt na vier dagen uit. Een vrouwtje kan gemiddeld 32 eieren leggen, die jarenlang kunnen overleven. De volwassen aaltjes en L4-larven kunnen tot drie maanden in de bodem in leven blijven.
De volwassen aaltjes en L4-larven kunnen de kronen, uitlopers, bladeren en nieuwe knoppen van de plant infecteren via penetratie met hun stilet of door de huidmondjes en leven in de mesofyllaag van de bladeren en in het eventueel aanwezige laagje water tussen de knopschubben en in de holten boven het groeipunt. De aaltjes vinden de huidmondjes door af te gaan op de CO2-gassen rondom het huidmondjes. De aaltjes overwinteren in de knoppen en ondergrondse delen van de plant in een anhydrobiotische rusttoestand (bijna geheel uitgedroogd).